# Vườn quốc gia Danau Sentarum
Vườn quốc gia Hồ Sentarum là một vườn quốc gia nằm ở đảo Borneo, thuộc huyện Kapuas Hulu, tỉnh Tây Kalimantan, Indonesia. Nó bảo vệ một trong những hệ thống hồ có sự đa dạng sinh học nhất thế giới, trong lưu vực kiến tạo thượng lưu sông Kapuas cách đồng bằng khoảng 700 kilômét về phía thượng lưu. Lưu vực này là một vùng ngập lụt rộng lớn, bao gồm khoảng 20 hồ nước theo mùa, rừng đầm lầy nước ngọt và rừng đầm lầy than bùn. Vườn quốc gia nằm ở phía tây của lưu vực này, nơi có 3/4 hồ nước theo mùa. Khoảng một nửa diện tích vườn quốc gia bao gồm các hồ, trong khi nửa còn lại là rừng đầm lầy nước ngọt.

## Lịch sử
Ban đầu nó là một khu bảo tồn thiên nhiên được thành lập năm 1982 có diện tích 800 km². Đến năm 1994, khu vực được mở rộng lên thành 1.320 km² (890 km² là khu vực rừng đầm lầy và 430 km² là vùng đất khô) khi nó trở thành một khu Ramsar. Năm 1999, nó được tuyên bố là một vườn quốc gia, tuy nhiên cơ quan quản lý của nó chỉ được thành lập vào năm 2006.

## Động thực vật
Vườn quốc gia này có sự phong phú các loài cá với 240 loài, bao gồm cả những loài quý hiếm như cá rồng châu Á và cá chuột Mỹ. Trong một cuộc thám hiểm sinh học, các nhà khoa học đã tìm thấy các loài thuộc các chi cá như Scleropages, Chitala, Parachela, trong đó có nhiều loài mới được phát hiện. Đã có 237 loài chim được ghi nhận bao gồm cả cò Storm, trĩ sao lớn. Ngoài ra, vườn quốc gia còn có 143 loài động vật có vú (trong đó có 23 loài đặc hữu của Borneo), 26 loài bò sát bao gồm khỉ vòi, cá sấu Mã Lai, cá sấu nước mặn, đười ươi.